# 유코카캐리어스
유코카캐리어스는 대한민국의 해운회사다.
자동차운송업을 전담하고 있으며 본사는 서울특별시에 있다.

## 역사
- 2002년 - 로로코리아 설립.
- 2002년 - 유코카캐리어스로 사명변경
- 2002년 - 자본금을 1,100억원으로 증자
- 2003년 - 최대주주(Walenius Logistics AB 및 Wilhelmsen Ships Holding Malta Ltd.)로 변경
- 2014년 - 서울특별시 강남구 테헤란로 152 강남파이낸스센터 24층 본점 이전

## 자회사
- 왈레니우스윌헬름센오션에이에스(주)
- 평택국제자동차부두(주)

## 같이 보기
- 현대글로비스
- 현대자동차그룹